# أورالكالي
أورالكالي هي منتج ومصدر للأسمدة البوتاس الروسي. يتم تداولها في بورصة موسكو باستخدام الرمز، أوركا.  تتكون أصول الشركة من 5 مناجم و 7 مصانع لمعالجة الخامات الموجودة في مدينتي بيريزنيك وسوليكامسك (بيرم، الاتحاد الروسي ). توظف أورالكالي حوالي 12000 شخص (في وحدة الإنتاج الرئيسية).
تنتج الشركة كلوريد البوتاسيوم القياسي والحبيبي، وكلوريد الصوديوم ( في شكل الهاليت ) ، والكارنيتيت .  توفر المنتجات (من خلال المتداول الخاص بها أورالكالي التجارية) إلى أكثر من 60 دولة، مع الأسواق الرئيسية بما في ذلك البرازيل والهند والصين وجنوب شرق آسيا وروسيا والولايات المتحدة الأمريكية وأوروبا. في عام 2018 أنتجت أورالكالي 11.5 مليون طن من البوتاس 
تقوم شركة أورالكالي بتطوير حقل فيرخنكامسكيوي لأملاح البوتاسيوم والمغنيسيوم، ثاني أكبر حقل في العالم من حيث احتياطي خام البوتاس. ويبلغ إجمالي احتياطي خام الشركة حوالي 8.2 مليار طن. تمتلك أورالكالي رخص التطوير لمجموعتي أوست ياييفنسكي وبولوفودوفسكي في حقل فيرخنكامسكوي، والتي تحتوي على احتياطيات خام تبلغ 1.291 و 3.074 مليار طن على التوالي. تمتلك أورالكالي أيضًا رخصة تطوير لبنك رومانوفسكي في حقل فيرخنكامسكوي مع احتياطيات تقدر بنحو 385 مليون طن من خام سيلفينيت. 

## روابط خارجية
- www.uralkali.com ، موقع الشركة